# ATP Singapore Tennis Open
Singapore Tennis Open – męski turniej tenisowy kategorii ATP Tour 250 zaliczany do cyklu ATP Tour, rozgrywany na kortach twardych w hali w Singapurze w sezonie 2021.

## Mecze finałowe

### Fra pojedyncza mężczyzn
| Rok  | Zwycięzca      | Finalista        | Wynik         |
| 2021 | Alexei Popyrin | Aleksandr Bublik | 4:6, 6:0, 6:2 |

### Gra podwójna mężczyzn
| Rok  | Zwycięzcy                  | Finaliści                        | Wynik    |
| 2021 | Sander Gillé Joran Vliegen | Matthew Ebden John-Patrick Smith | 6:2, 6:3 |